# Sawei Chanseorasmee
Sawei Chanseorasmee (Thai: ไสว จันทร์เสี้ยวรัศมี; * um 1960) ist ein ehemaliger thailändischer Badmintonspieler. 

## Sportliche Karriere
National siegte Sawei Chanseorasmee erstmals bei den thailändischen Meisterschaften 1979 im Mixed mit Kanitta Mansamuth. Sechzehn weitere Titel folgten bis 1988. International gewann er 1985 zweimal Bronze bei den Südostasienspielen. 1987 siegte er bei den German Open im Doppel mit Sakrapee Thongsari. Ein Jahr später gewannen beide die Chinese Taipei Open.

## Sportliche Erfolge
| Saison   | Veranstaltung               | Disziplin    | Platz | Name                                      |
| -------- | --------------------------- | ------------ | ----- | ----------------------------------------- |
| 1979     | Thailändische Meisterschaft | Mixed        | 1     | Sawei Chanseorasmee / Kanitta Mansamuth   |
| 1980/WBF | Thailändische Meisterschaft | Herreneinzel | 1     | Sawei Chanseorasmee                       |
| 1981/WBF | Thailändische Meisterschaft | Herrendoppel | 1     | Sarit Pisudchaikul / Sawei Chanseorasmee  |
| 1981/WBF | Thailändische Meisterschaft | Mixed        | 1     | Sawei Chanseorasmee / Amporn Kaitpituk    |
| 1982/WBF | Thailändische Meisterschaft | Herrendoppel | 1     | Sarit Pisudchaikul / Sawei Chanseorasmee  |
| 1982/WBF | Thailändische Meisterschaft | Mixed        | 1     | Sawei Chanseorasmee / Amporn Kaitpituk    |
| 1982     | Auckland International      | Herrendoppel | 1     | Sarit Pisudchaikul / Sawei Chanseorasmee  |
| 1983     | Südostasienspiele           | Herrendoppel | 3     | Sawei Chanseorasmee / Sarit Pisudchaikul  |
| 1983     | Südostasienspiele           | Mixed        | 3     | Sawei Chanseorasmee / Amporn Kaipituk     |
| 1983/WBF | Thailändische Meisterschaft | Mixed        | 1     | Sawei Chanseorasmee / Amporn Kaitpituk    |
| 1983/WBF | Thailändische Meisterschaft | Herrendoppel | 1     | Sarit Pisudchaikul / Sawei Chanseorasmee  |
| 1984/WBF | Thailändische Meisterschaft | Herreneinzel | 1     | Sawei Chanseorasmee                       |
| 1984/WBF | Thailändische Meisterschaft | Mixed        | 1     | Sawei Chanseorasmee / Amporn Kaitpituk    |
| 1984/WBF | Thailändische Meisterschaft | Herrendoppel | 1     | Sawei Chanseorasmee / Watana Ampansuwan   |
| 1985     | Südostasienspiele           | Herrendoppel | 3     | Sawai Chanseorasmee / Trirong Limsakul    |
| 1985     | Südostasienspiele           | Mixed        | 3     | Sawai Chanseorasmee / Jutatip Banjongsilp |
| 1985/WBF | Thailändische Meisterschaft | Herrendoppel | 1     | Sarit Pisudchaikul / Sawei Chanseorasmee  |
| 1985/WBF | Thailändische Meisterschaft | Mixed        | 1     | Sawei Chanseorasmee / Amporn Kaitpituk    |
| 1986     | Thailändische Meisterschaft | Herrendoppel | 1     | Sakrapee Thongsari / Sawei Chanseorasmee  |
| 1986     | Thailändische Meisterschaft | Mixed        | 1     | Sawei Chanseorasmee / Amporn Kaitpituk    |
| 1987     | Thailändische Meisterschaft | Herrendoppel | 1     | Sakrapee Thongsari / Sawei Chanseorasmee  |
| 1987     | German Open                 | Herrendoppel | 1     | Sawei Chanseorasmee / Sakrapee Thongsari  |
| 1988     | Chinese Taipei Open         | Herrendoppel | 1     | Sawei Chanseorasmee / Sakrapee Thongsari  |
| 1988     | Thailändische Meisterschaft | Herrendoppel | 1     | Sakrapee Thongsari / Sawei Chanseorasmee  |